# Cupania racemosa
Cupania racemosa là một loài thực vật có hoa trong họ Bồ hòn. Loài này được (Vell.) Radlk. mô tả khoa học đầu tiên năm 1879.